# Half Pint
Half Pint, pseudonimo di Lindon Andrew Roberts (Kingston, 11 novembre 1961), è un cantautore reggae giamaicano.

## Discografia

### Album in studio
- 1984 - In Fine Style
- 1984 - Money Man Skank
- 1984 - One in a Million
- 1985 - Great Hits of All Times
- 1986 - Greetings
- 1987 - Level the Vibes
- 1988 - Victory
- 1990 - One Big Family
- 1994 - Classics
- 1995 - Classics In Dub
- 1998 - Legal We Legal
- 1999 - Closer to You
- 2008 - No Stress Express

### Split album
- 1986 - Joint Favourites (con Michael Palmer)

### Raccolte
- 1990 - 20 Super Hits
- 1993 - Pick Your Choice
- 1997 - Half Pint
- 2000 - Recollection
- 2006 - Past to Present
- 2008 - Essential Roots Anthology cover thumbnail